# Вест Менло Парк (Калифорнија)
Вест Менло Парк (енгл. West Menlo Park) насељено је место без административног статуса у америчкој савезној држави Калифорнија.

## Демографија
По попису из 2010. године број становника је 3.659, што је 30 (0,8%) становника више него 2000. године.
| Група             | 2000.         | 2010.         |
| Белци             | 3.070 (84,6%) | 2.840 (77,6%) |
| Афроамериканци    | 33 (0,9%)     | 28 (0,8%)     |
| Азијати           | 263 (7,2%)    | 416 (11,4%)   |
| Хиспаноамериканци | 162 (4,5%)    | 201 (5,5%)    |
| Укупно            | 3.629         | 3.659         |